# Wappen Eswatinis

Wappen Eswatinis (bis April 2018 Swasiland)

Das Wappen Eswatinis wurde 1968 anlässlich der Unabhängigkeit Swasilands eingeführt und nach der Umbenennung des Landes am 19. April 2018 beibehalten.
Es zeigt in der Mitte einen blauen typischen Nguni-Schild, auf dem traditionelle Waffen abgebildet sind und der von einem Löwen rechts und links von einem Elefanten in natürlichen Farben gehalten wird. Der Löwe steht als Symbol der Macht des Königs, der Elefant für die Königinmutter. 
Die Farbe des Schildes leitet sich vom eigenen Regiment des Königs ab. Über dem Schild – der seinerseits für Schutz steht – steht das lidlabe, ein gelb-blauer Helmwulst mit dem Kopfschmuck des Emasotsha-Regiments, den Schwanzfedern des Witwenvogels, die Federkrone, die vom König beim Erntefest Ncwala getragen wird. 
Unten steht auf einem weißen Spruchband das Landesmotto „Siyinqaba“ (Wir sind die Festung.)